# Lestes simulatrix
Lestes simulatrix – gatunek ważki z rodziny pałątkowatych (Lestidae). Występuje na Madagaskarze i w Afryce kontynentalnej.

## Systematyka
Gatunek ten opisał McLachlan w 1895 roku pod nazwą Lestes simulatrix. Jako miejsce typowe podał Madagaskar, ale bez wskazania dokładnej lokalizacji. W 1910 roku Martin opisał gatunek Lestes simulans w oparciu o okaz pochodzący (według wiedzy autora) z Afryki kontynentalnej, prawdopodobnie z Afryki Wschodniej. Zauważył, że jest on bardzo podobny do Lestes simulatrix, i że może stanowić jego podgatunek. Później gatunek ten stwierdzono w takich krajach jak: Mali (Koulikoro), Senegal, Wybrzeże Kości Słoniowej, Gabon czy Republika Środkowoafrykańska. Na World Odonata List oba te taksony uznawane są za synonimy.